# Svarttjärnen (Borås socken, Västergötland)
Svarttjärnen är en sjö i Borås kommun i Västergötland och ingår i Viskans huvudavrinningsområde.